# Уолтерс, Джейми
Джеймс «Джейми» Лиланд Уолтерс-младший (англ. James «Jamie» Leland Walters, Jr.; 13 июня 1969 года) — американский певец, актёр, пожарный и музыкальный продюсер. Наибольшую известность получил благодаря ролям в сериалах «Беверли-Хиллз, 90210» и «Высоты», а также успеху своего сингла «How Do You Talk to an Angel».

## Карьера
Уолтерс родился в Бостоне, штата Массачусетс, вырос в городе Марблхэд. Окончив школу, начал учиться в Университете Нью-Йорка, где изучал кино на протяжении двух лет, а затем учился актёрскому ремеслу в студии «The Actors Space» в Нью-Йорке.
Его открыл агент, который предложил участие в трёх рекламных роликах для серии «501 Jeans» компании Levi. Затем Дежйми переехал в Лос-Анджелес, где занялся музыкальной карьерой. Снялся в сериале «Герои на каждый день». Первое появление в кино состоялось в картине «Крик» (1991) с Джоном Траволтой, Хизер Грэм и Гвинет Пэлтроу. Актёр исполнил песню «Rockin' The Pad», которая вошла в альбом-санудтрек картины.
В 1992 году Аррон Спеллинг отдал Джейми главную роль в сериале «Высоты», для которого актёр также исполнил заглавную песню «How Do You Talk To An Angel?» Сингл попал на первое место в Billboard Hot 100 14 ноября 1992 года, сместив с первого месте хит «End Of The Road» группы Boyz II Men. Также песня получила номинацию на премию «Эмми» в категории «За достижения в написании музыки и текста песни» (премию получила Лайза Миннелли). Вскоре шоу отменили, но Джейми заключил контракт с лейблом Atlantic Records.
В октябре 1994 года Спеллинг даёт актёру роль Рэя Пруита в сериале «Беверли-Хиллз, 90210», парня-музыканта Донны Мартин в исполнении Тори Спеллинг. Был членом актёрского состава на протяжении двух сезонов, но в ноябре 1996 года актёр решил уйти из сериала и сосредоточиться на музыкальной карьере.
20 сентября 1994 года выходит дебютный альбом под названием «Jamie Walters». Первый сингл «Hold On» занимает 16 строчку в Billboard Hot 100. Джейми участвует во многих телевизионных программах, включая шоу канала MTV, и отправляется в турне по Америке. Продажи превысили 1 миллион, и альбом стал «платиновым». В 1997 Уолтерс выпускает второй альбом «Ride», который получает статус «золотого».
Проживая в Лос-Анджелесе, актёр прошёл тренировку и обучение в «Окружном отделении пожарной части Лос-Анджелеса». На момент 2004 года актёр работал пожарным-парамедиком в том же отделении. Сейчас певец сосредоточен на своей семье и работе пожарного, но не отрицает возможности возвращения в мир музыки или к актёрской карьере.
В 2009 году Уолтерс появился в программе «Признания идола подростков» VH1 — проект помогает знаменитостям, любимцам молодёжи восстановить карьеру.

## Личная жизнь
В 1991 году был обручён с актрисой Дрю Бэрримор. Пара рассталась в 1993 году.
В 2002 году женился на Пэтти Уолтерс (англ. Patty Walters). У пары три дочери. Также у актёра есть сын от предыдущих отношений.

## Фильмография

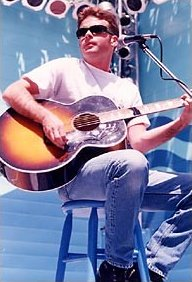
Уолтерс в парке «Six Flags» в 1996 году

### Кино
| Кино | Кино                                | Кино               | Кино          | Кино               |
| Год  | Название                            | В оригинале        | Роль          | Примечания         |
| ---- | ----------------------------------- | ------------------ | ------------- | ------------------ |
| 1991 | Комната с завтраком                 | Bed & Breakfast    | Митч          | роль второго плана |
| 1991 | Крик                                | Shout              | Джесси Такер  | роль второго плана |
| 1995 | Последнее предупреждение для Барнзи | Burnzy’s Last Call | Шеннон        | роль второго плана |
| 1996 | Героин                              | God’s Lonely Man   | Хастлер       | эпизодическая роль |
| 1998 | Дамское чтиво                       | Chick Flick        | н/д           | роль второго плана |
| 2000 | Чудо-юдо                            | The Mumbo Jumbo    | Томас Даутинг | главная роль       |

### Телевидение
| Телевидение | Телевидение            | Телевидение          | Телевидение                  | Телевидение         |
| Год         | Название               | В оригинале          | Роль                         | Примечания          |
| ----------- | ---------------------- | -------------------- | ---------------------------- | ------------------- |
| 1990        | Герои на каждый день   | Everyday Heroes      | Эрик Линдерман               | телевизионный фильм |
| 1989        | Квантовый скачок       | Quantum Leap         | Эл в детстве                 | 1 эпизод            |
| 1991        | Молодые наездники      | The Young Riders     | Френк Джеймс                 | 3 эпизода           |
| 1992        | Высоты                 | The Heights          | Алекс О’Брайан               | 12 эпизодов         |
| 1992        | Квантовый скачок       | Quantum Leap         | Эл в детстве                 | 1 эпизод            |
| 1994        | Исчезающий сын 2       | Vanishing Son II     | Реджи Вальмон                | телевизионный фильм |
| 1994        | Исчезающий сын 4       | Vanishing Son IV     | Реджи Вальмон                | телевизионный фильм |
| 1994-1996   | Беверли-Хиллз, 90210   | Beverly Hills, 90210 | Рэй Пруит                    | 39 эпизодов         |
| 1999        | Служить и защищать     | To Serve & Protect   | Джереми                      | 2 эпизода           |
| 2001        | За гранью смерти       | Dead Last            | Винс Хармон                  | 1 эпизода           |
| 2019        | 90210: Новое поколение | 90210                | Рэй Пруит/играет самого себя | 1 эпизод            |

## Дискография
По словам актёра, его любимые песни — «American Girl» Тома Пэтти и «Take The Money & Run» из репертуара ансамбля Стива Миллера.
- 1994: Jamie Walters
- 1997: Ride
- 2002: Believed

Члены группы:
- Лиланд Склар (англ. Leland Sklar) — бас-гитара
- Расс Канкель (англ. Russ Kunkel) — ударные
- Гари Маллабер (англ. Gary Mallaber) — ударные
- Майкл Ландау (англ. Michael Landau) — гитара
- Реб Бич (англ. Reb Beach) — гитара
- Захари Трон (англ. Zachary Throne) — гитара, бэк-вокал